# 回龙一库
回龙一库是中国湖北省黄冈市黄州区境内的一座水库，位于巴河水系鹞子湖支流上，建于1965年。水库正常库容为800万立方米，集雨面积为8平方千米，海拔为52.9米。